# Itália nos Jogos Olímpicos de Inverno de 1994
A Itália competiu nos Jogos Olímpicos de Inverno de 1994, realizados em Lillehammer, Noruega.